# ابراهیم بیوک‌زاده
ابراهیم بن محمد قیصری شهرت‌یافته به گُزی بیوک‌زاده(یا به عربی: ابن الأعین) (؟ - ۱۸۳۷م) فقیه ترک عثمانی از علمای قیصریه بود. ۲۱ رسالهٔ چاپ‌شده از آثار عربی و ترکی او گردآمده است؛ البسلمه، تفسیر جزء نبأ، تحقیق علم الواجب لله تعالی، مقدمة الشروع فی العلم، التصلیة فی أوائل الکتب، الحمد له. القواعد الکلیه از مجموعات اوست که خیرالدین زرکلی ذکر کرده که چاپ نشده است.